# G. M. Vlădescu
George Mihail Vlădescu (n. 2 martie 1885, Cotești, Vrancea, România – d. 29 martie 1952, Dumitrești, Vrancea, România) a fost un prozator român.

## Biografie
S-a născut în comuna Cotești din județul Vrancea, ca fiu al funcționarului Mihai Vlădescu și al soției sale, Elena (n. Fleva). A absolvit studii medii și a lucrat pe rând ca funcționar, ofițer de armată și fermier.
A murit în comuna Dumitrești, din apropierea locului său de naștere.

## Activitatea literară
A debutat în anul 1903 în Sentinela și a colaborat cu articole și texte literare în publicațiile Convorbiri critice, Ramuri, Năzuința, Cosânzeana și Gândirea, Gândul nostru, Țara-de-jos ș.a., semnând uneori cu pseudonimele g.m.vl., G.M.VL., O.B., Mihail Corbea, Odo Basca, George Vlad, G. Mihail-Vlădescu sau G. M. Vlădescu-Vlad.
Prima sa carte publicată a fost volumul de nuvele Lacrimi adevărate, apărut în 1915. A publicat ulterior două volume de nuvele (Tăcere, 1923; Plecarea Magdalenei, 1936) și câteva romane (Menuetul, 1933; Moartea fratelui meu, 1934; Republica disperaților, 1935; Gol, 1937), în care a descris într-un stil fluent mediul provincial românesc.  Menuetul a obținut Premiul Societății Scriitorilor Români, iar Moartea fratelui meu a câștigat premiul „Femina” în anul următor. Scrierile sale, în care melodrama alternează cu satira, sunt marcate de un umanitarism sentimental.
Spre deosebire de nuvelele lui G.M. Vlădescu, pe care criticul Dumitru Murărașu le considera a fi reușite, romanele scriitorului fac parte dintr-o „maculatură pur comercială, digerată de lumea lipsită de educație estetică, doritoare totuși a-și petrece timpul cu «ficțiuni», într-o vreme când nu exista televizorul și cinematograful superproducție în culori”.
G.M. Vlădescu a mai publicat traduceri din operele lui Dostoievski și Mark Twain.

## Opera
- Lacrimi adevărate, nuvele, București, 1915;
- Tăcere, nuvele, Casa Șc., București, 1923;
- Menuetul, roman, București, 1933 (ed. prefațată de Constantin Cubleșan, 1972; altă ed., 1988);
- Moartea fratelui meu, roman, București, 1934 (cuvânt înainte de T. Vârgolici, 1965; alte ed., 1971; 1988; pref. și curriculum vitae de T. Vârgolici, 1996);
- Republica disperaților, roman, Princ. Mircea, București, 1935;
- Plecarea Magdalenei, nuvele, București, 1936;
- Gol, vol. I (Început de viață), roman, Ed. Cugetarea, București, 1937;
- Rango, prietenul oamenilor. Povestiri din junglă și de pretutindeni, București, 1942;
- Gabroveni & Co., Boema, București, 1946.